# Сухоребрик лікарський
Сухоребрик лікарський (Sisymbrium officinale) — однорічна жорстковолосиста рослина родини хрестоцвітих. 

## Опис
Стебло прямостояче, розчепірено-розгалужене, 30—60 см заввишки. Листки чергові; нижні — на черешках, стругоподібно-роздільні, з 4—6 довгастими надрізанозубчастими боковими частками, верхня частка більша за бокові, списоподібна; верхівкові — сидячі, при основі списоподібні, зубчасті або майже цілокраї. Квітки дрібні, правильні, двостатеві, у видовжених безлистих китицях; пелюстки (їх 4) з нігтиком, жовті. Плід — стручок. Цвіте у червні — липні.

## Поширення
Сухоребрик лікарський росте по всій території України як бур'ян на полях, уздовж доріг та поблизу жител.

## Практичне використання

### Фармакологічні властивості
Цілющі якості сухоребрику були відомі ще лікарям Стародавньої Греції. Його й тепер цінують як засіб, що діє на залози верхніх дихальних шляхів, збільшуючи кількість харкотиння і розріджуючи його, що полегшує відхаркування. Зважаючи на це, основним показанням до призначення сухоребрику треба вважати запалення верхніх дихальних шляхів. У Франції сухоребрик називають травою співаків і рекомендують його педагогам, артистам та іншим особам, які за професією напружують голос, як засіб, що пом'якшує болісні відчуття й запальний стан верхніх дихальних шляхів, зменшує хриплість. Крім того, сухоребрик використовують як сечогінний (набряки, ниркова недостатність), в'яжучий (пронос) та протицинготний засіб (ефективним протицинготним засобом вважається настойка з свіжого листя сухоребрику).

### Заготівля і зберігання.
Для медичних потреб використовують свіжу (у вигляді соку або салатів) або сушену траву сухоребрику (Herba Sisymbrii). Перевагу треба віддати свіжій рослині, зібраній під час цвітіння, оскільки при зберіганні сухоребрик частково втрачає свої лікувальні властивості. Сушену траву зберігають у щільно закритих банках або бляшанках. Строк придатності — 1 рік.
Рослина неофіцинальна.

### Хімічний склад
Трава сухоребрику містить глюкозид типу синігрину і ензим мірозин, які при взаємодії утворюють ефірну гірчичну олію, каротин (у свіжому листі 76 мг%) та аскорбінову кислоту.

### У харчуванні
Молоде листя сухоребрику їстівне, його використовують для приготування вітамінних салатів, вінегретів, юшок та зеленого борщу. 
В Греції молоді листки відварюють і вживають як шпинат, а також для юшок, пюре, овочевих котлет тощо. На Кавказі молоді розеткові листки сухоребрика використовують для салатів, вінегретів, юшок та зеленого борщу.
Листки під час розтирання дуже пахнуть, мають приємний, дещо холоднуватий, гострий смак. Вживаються для поліпшення смаку салатів. Іноді свіже листя варять з оцтом та смаженим м'ясом, коли воно надто жирне. Сухі листки не пахнуть, тому їх не заготовляють.

## Галерея

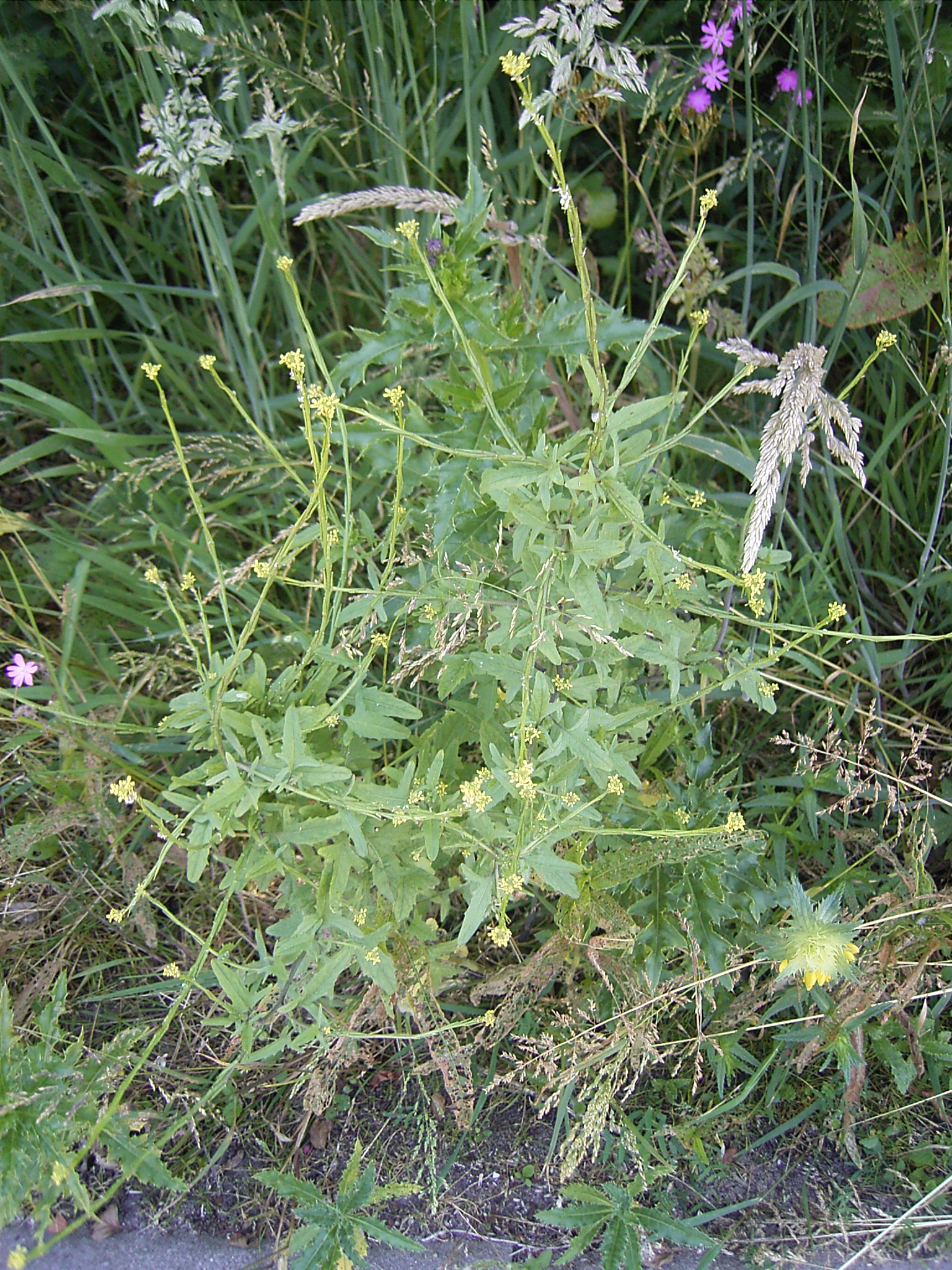
Доросла рослина
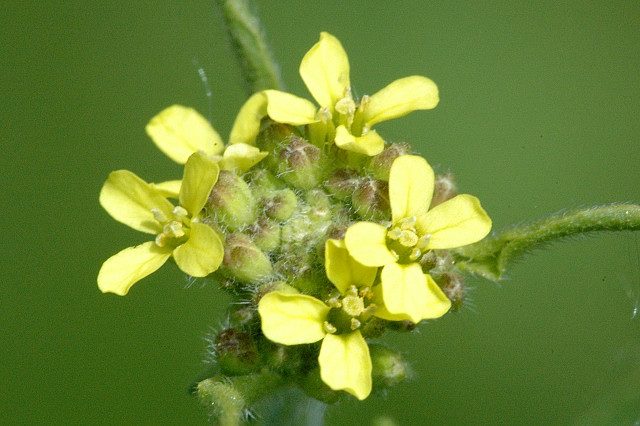
Квіти
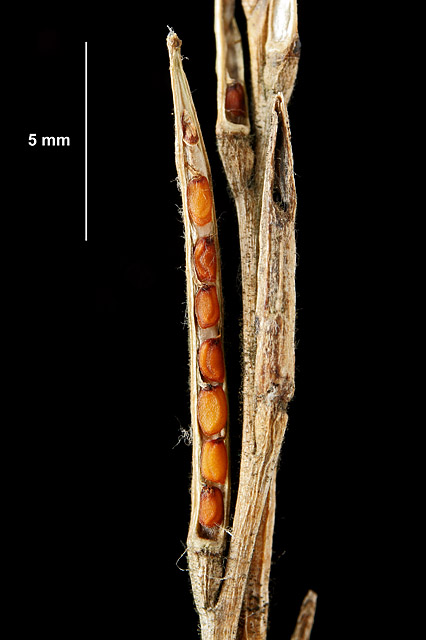
Насіння
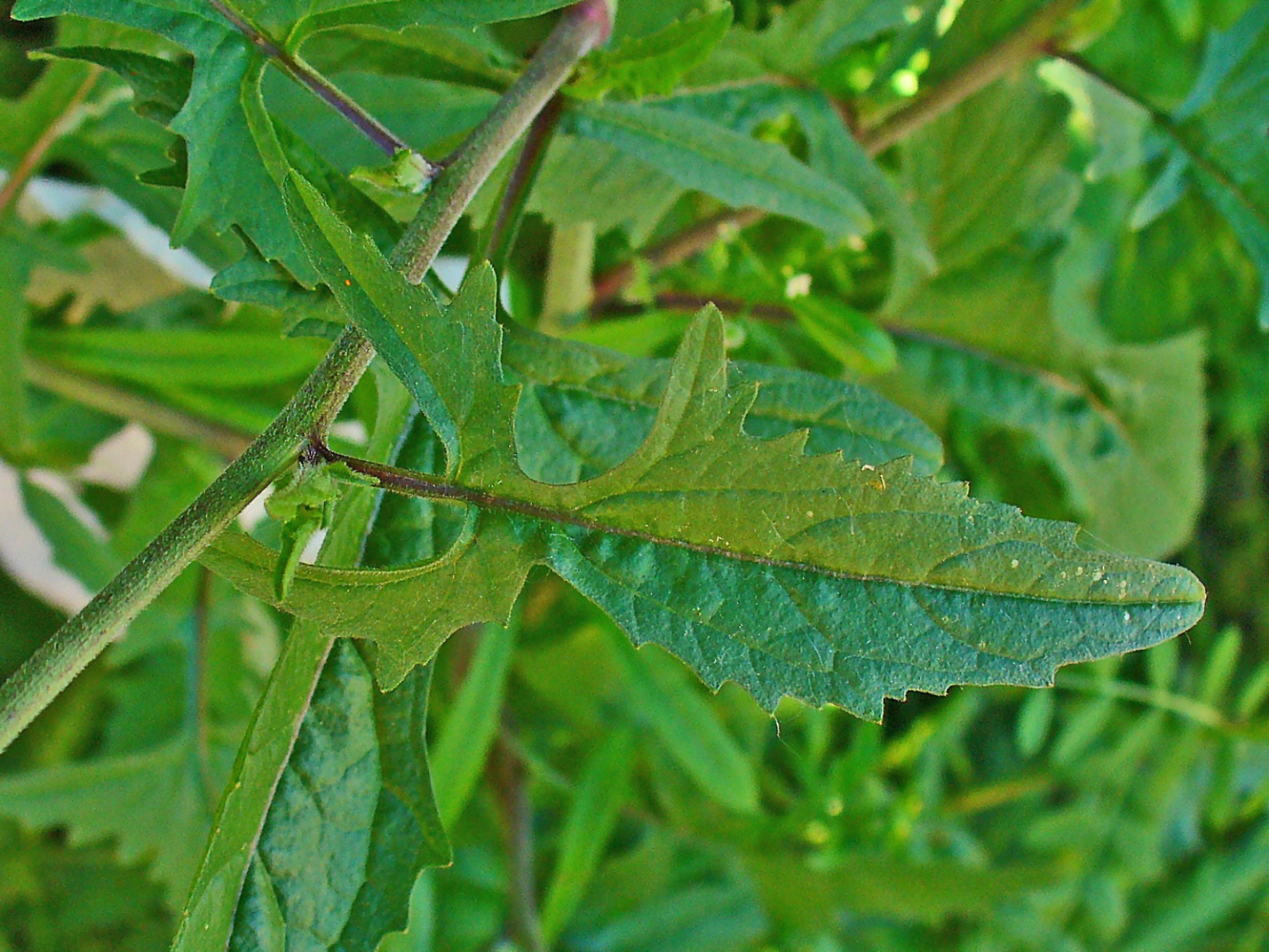
Листя